# Liga Niezwykłych Dżentelmenów: Stulecie
Liga Niezwykłych Dżentelmenów: Stulecie (ang. The League of Extraordinary Gentlemen, Volume III: Century) – komiks autorstwa Alana Moore’a (scenariusz) i Kevina O’Neilla (rysunki), wydana przez Top Shelf Productions i Knockabout Comics. Chronologicznie jest trzecim, nie licząc Liga Niezwykłych Dżentelmenów: Czarne Dossier, albumem w serii. Składa się z trzech samodzielnych rozdziałów po 72 strony każdy: rozdział 1 – What Keeps Mankind Alive – rok 1910 – data wydania 13 maja 2009, rozdział 2 – Paint It Black – rok 1969 – data wydania kwiecień / maj 2010, rozdział 3 – Let It Come Down – rok 2008 – data wydania kwiecień / maj 2011. Dodatkowo zawiera zbiór księżycowych opowieści (Minions of the Moon).

## Fabuła
Działania Ligi koncentrują się na istocie o nazwie Moonchild. Jej pojawienie się ma zwiastować nadejście nowej ery, pełnej niekończącego się terroru.